# Gaëlle Rouard
Pour les articles homonymes, voir Rouard.
Gaëlle Rouard née le 5 avril 1971, est une réalisatrice de films expérimentaux française. Elle travaille la pellicule 16 mm.

## Biographie
Dans les années 1990, Gaëlle Rouard  pratique la photographie dans la région de Grenoble. Elle fréquente, le 102 rue d'Alembert, un lieu de création artistique, où elle découvre le cinéma expérimental.  En 1991, Jérôme Noetinger, Xavier Quérel et Christophe Auger fondent l'Atelier Metamkine, un laboratoire consacré au cinéma expérimental. Ils utilisent les films super 8, 16 ou 35 mm. Ils incitent Gaëlle Rouard  à prendre une caméra Super 8 ou 16mm et à filmer. Depuis 1992, Gaëlle Rouard réalise des films, des installations et des performances. En 1996, elle est diplômée de l'École Supérieure d'Art Visuel de Genève.
En 2007, elle s'associe avec ERikm  et Etienne Caire et forme le trio Levox. Le trio produit Hyperscope, un projet visuel et musical.
Elle explore différentes techniques de développement. Elle travaille les pellicules  argentique dans son propre laboratoire.
Elle projette en direct ses films. Elle modifie le cadre, la vitesse de projection, la lumière, ajoute des filtres, des liquides directement sur la pellicule. Le public est au milieu du dispositif. Elle manipule plusieurs projecteurs 16 mm en direct. Telle une musicienne, elle improvise avec des films argentiques et des projecteurs 16mm.
Pour le film Darkness, Darkness, Burning Bright, elle tourne en plein jour avec un film de tirage, l’objectif étant grand ouvert. Cela donne une image négative, comme tournée en pleine nuit. À la prise de vue, elle cache des parties de l'image. Elle réutilise la même pellicule à plusieurs reprises ce qui crée des images en surimpression.

## Réalisations
- 1995 : Certaines choses, 16 mm,  20min
- 1997 : La grande ruine, 16 mm, col, 20min
- 2007 : Hyperscope, trio Levox
- 2008 : La grande ruine 2, 2x16mm, 10 min
- 2010 : La grande ruine 3, 16 mm, 10 min
- 2013 : Zooscopie, 16mm, couleur, 16 min
- 2022 : Darkness, Darkness, Burning Bright, 16mm, 69 min